# Arena (Rita McBride)
Arena és una obra d'art feta per Rita McBride el 1997 que actualment forma part del fons de col·lecció del MACBA.

## Història
L'obra és una estructura modular semicircular de grans dimensions (una immensa graderia de nou nivells) feta amb contraxapat cobert amb twaron (un filament d'aramida molt resistent) i resina epoxi. L'obra té clares ressonàncies arquitectòniques: és una escultura i alhora una estructura funcional. Rita McBride aconsegueix invertir la dialèctica habitual entre espectacle i espectador: canvia els papers i converteix el visitant en part ineludible de l'espectacle. Com el seu nom indica, Arena remet a les antigues estructures romanes on, al damunt de la sorra i al davant d'un gran públic situat en unes graderies circulars, els gladiadors lluitaven a mort. Eren llocs d'entusiasme i terror, de comunió social i de ferocitat. Amb la seva versió contemporània de l'antiga arena clàssica, McBride evoca les relacions entre l'arquitectura i el poder, i fa una crítica a l'arquitectura de l'exhibició de l'art i al paper dels museus.

## Anàlisi

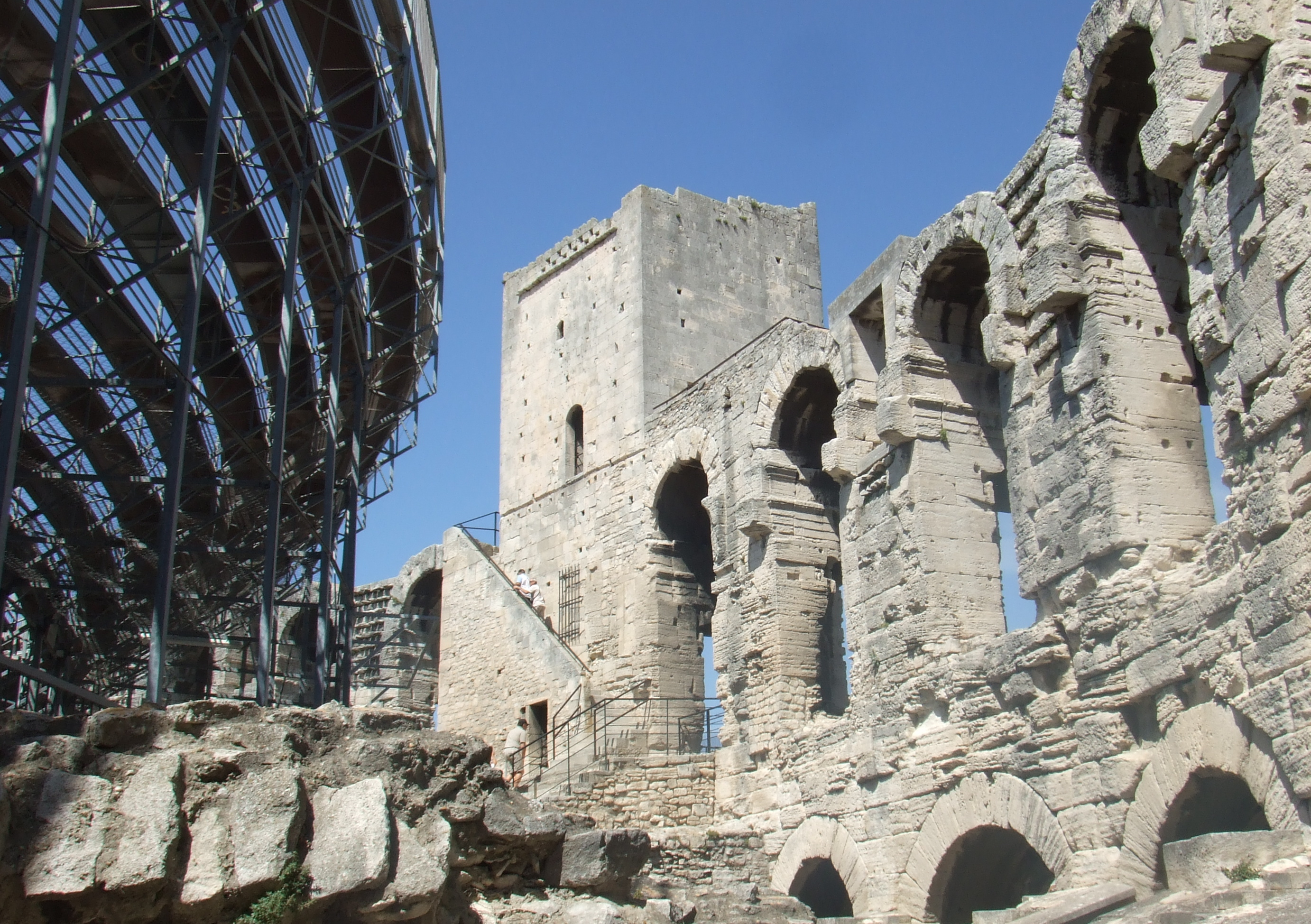
Arenes, monument històric a Arles on es pot veure la similitud amb l'obra de Mc Bride.

D'altra banda, l'obra proposa un diàleg amb un dels edificis més significatius del funcionalisme arquitectònic modern, la Villa Savoye. McBride construeix Arena com a rèplica dels baixos d'aquest habitatge projectat per Le Corbusier el 1929 a Poissy, a prop de París. A semblança de l'edifici de l'arquitecte suís, les seves formes evoquen la rapidesa i la velocitat pròpies del segle xx. En molts dels llocs on s'ha exposat l'obra s'hi han programat performances i tertúlies suggerides per la mateixa artista, que alhora ha creat revistes esportives o novel·les eròtiques que han fet la funció de catàlegs expositius.

## Exposicions
Abans de formar part de la col·lecció del MACBA, Arena es va presentar per primera vegada l'any 1997 al Witte de With Center for Contemporary Art de Rotterdam, on travessava i connectava diferents espais i els convertia en part de l'obra. Posteriorment s'ha exposat al Kunstverein de Múnic, al Moderna Museet d'Estocolm, al Taipei Fine Arts Museum, a l'Institut d'art contemporain de Villeurbanne de França, a l'Sculpture Center of Long Island City a Nova York, a la Tate Modern de Londres, al Museum Abteiberg de Mönchengladbach a Alemanya, al National Museum of Contemporary Art de Corea i al MACBA.